# House of Cards (bài hát của Radiohead)
"House of Cards" là bài hát của ban nhạc Radiohead, nằm trong album phòng thu thứ 7 của họ, In Rainbows (2007). Ca khúc được phát sóng lần đầu tại Mỹ vào ngày 6 tháng 4 năm 2008, và được chọn để quảng bá cho ca khúc "Bodysnatchers" tại Anh. Video ca nhạc của ca khúc này được đạo diễn bởi James Frost và được phát hành vào tháng 6 năm 2008.

## Video âm nhạc
MV cho bài hát do James Frost đạo diễn và sản xuất trong một bối cảnh tối thiểu tại Florida. Trong MV có tái hiện hình ảnh mặt của Thom Yorke cũng như một số người khác, xen lẫn với các hình ảnh vùng ngoại ô và những người tham dự trong một bữa tiệc. Thay vì máy quay truyền thống, video đã sử dụng công nghệ lidar, có tính năng phát hiện trạng thái gần của các vật thể thông qua cảm biến. Việc sử dụng công nghệ lidar mang lại cho video những hình ảnh có dạng lưới và hạt. Những tấm kính acrylic và gương được truyền qua trước tia laser để tạo nên các cảnh có hình ảnh xuất hiện bị biến dạng, một phần biến mất hoặc bị tan rã như bị gió cuốn đi. Hệ thống dùng để quay video được phát hành dưới dạng nguồn mở theo giấy phép ghi công tác giả không kinh doanh của Creative Commons và có sẵn trên Google Code, hệ thống raw CSV và mã truy cập.

## Đón nhận
Tại lễ trao giải Grammy lần thứ 51, "House of Cards" được đề cử ở ba hạng mục "Trình diễn song ca hoặc nhóm nhạc giọng rock xuất sắc nhất", "Bài hát rock hay nhất" và "Video âm nhạc xuất sắc nhất".

## Danh sách ca khúc
Promotional CD-R single
1. "House of Cards" (radio edit) – 4:35
2. "Bodysnatchers" – 4:01

## Thành phần tham gia sản xuất
- Thom Yorke – hát, guitar acoustic, loop
- Jonny Greenwood – guitar điện, synthesizer.
- Ed O'Brien – guitar điện, hát nền.
- Colin Greenwood – bass.
- Phil Selway – trống.

## Xếp hạng
| Bảng xếp hạng (2008)                       | Vị trí cao nhất |
| ------------------------------------------ | --------------- |
| Hoa Kỳ Adult Alternative Songs (Billboard) | 24              |

## Lịch sử phát hành
| Khu vực | Ngày               | Định dạng         | Hãng đĩa |
| ------- | ------------------ | ----------------- | -------- |
| Hoa Kỳ  | 6 tháng 4 năm 2008 | Modern rock radio | ATO, TBD |